# Andreas Poulsen
Pour les articles homonymes, voir Poulsen.
Andreas Poulsen, né le 13 octobre 1999 à Ikast au Danemark, est un footballeur danois qui évolue au poste d'arrière gauche au Silkeborg IF.

## Biographie

### FC Midtjylland
Natif d'Ikast au Danemark, Andreas Poulsen est formé au sein du club du FC Midtjylland. Le 1er décembre 2016, il joue son premier match en professionnel à l'occasion d'une rencontre de Superligaen perdue par son équipe face au Silkeborg IF (2-1).
Il remporte son premier titre en étant sacré Champion du Danemark en 2017-2018, et reçoit également cette saison là le prix du "Joueur de l'année" du FC Midtjylland pour la campagne 2017/18. Poulsen s'impose comme l'un des meilleurs joueurs du FC Midtjylland, et suscite un vif intérêt de la part des meilleurs clubs d'Europe.

### Borussia Mönchengladbach
Le 19 juin 2018, il signe en faveur du Borussia Mönchengladbach un contrat courant jusqu'en juin 2023. Son transfert est estimé à 4,5 millions d'euros avec des bonus, ce qui fait de lui l'adolescent le plus cher de l'histoire du football danois. Il joue son premier match sous ses nouvelles couleurs le 19 août 2018, face au BSC Hastedt (en), lors d'une rencontre de Coupe d'Allemagne que son équipe remporte largement sur le score de onze à un. Toutefois, il passe sa première saison en Allemagne à jouer principalement avec l'équipe réserve du Borussia.

### Prêts successifs
Le 3 janvier 2020 Andreas Poulsen est prêté à l'Austria Vienne jusqu'à la fin de la saison.
Le 8 février 2021, Andreas Poulsen est à nouveau prêté à l'Austria Vienne, jusqu'à la fin de la saison.
Le 19 août 2021, Andreas Poulsen est prêté au FC Ingolstadt en deuxième division allemande. 

### Aalborg BK
Après plusieurs prêts, Andreas Poulsen quitte définitivement le Borussia Mönchengladbach où il ne s'est jamais imposé, et fait son retour au Danemark afin de signer en faveur de l'Aalborg BK le 29 juin 2022. Le joueur s'engage pour un contrat courant jusqu'en juin 2026,.

### Silkeborg IF
Le 31 août 2023, Andreas Poulsen rejoint le Silkeborg IF sous la forme d'un prêt d'une saison avec option d'achat,.

### En sélection nationale
Avec les moins de 17 ans, il participe au championnat d'Europe des moins de 17 ans en 2016, qui a lieu en Azerbaïdjan. Lors de cette compétition, il est titulaire et joue trois matchs. Avec un bilan d'une victoire, d'un nul et une défaite, le Danemark ne dépasse pas le premier tour.
Avec les moins de 19 ans, il participe aux éliminatoires du championnat d'Europe des moins de 19 ans 2018. Le 14 novembre 2017, il s'illustre en inscrivant un doublé face à la Croatie (victoire 5-2).
Le 7 septembre 2018, il fête sa première sélection avec l'équipe du Danemark espoirs face à la Finlande. Il est titulaire lors de cette rencontre, et son équipe obtient la victoire (2-0). Il participe ensuite avec les espoirs au championnat d'Europe espoirs en juin 2019. Lors de cette compétition organisée en Italie, il doit se contenter du banc des remplaçants. Malgré un bilan honorable de deux victoires et une seule défaite, le Danemark ne dépasse pas le premier tour. Le 10 octobre 2019, il inscrit son premier but en faveur des espoirs, lors d'une victoire de son équipe face à l'Irlande du Nord (2-1).

## Palmarès
FC Midtjylland
- Champion du Danemark en 2017-2018.